# Mabwella
Mabwella is een geslacht van hooiwagens uit de familie Assamiidae.
De wetenschappelijke naam Mabwella is voor het eerst geldig gepubliceerd door Roewer in 1952. 

## Soorten
Mabwella omvat de volgende 2 soorten:
- Mabwella trochanteralis
- Mabwella wittei